# André Sodar
Pour les articles homonymes, voir Sodar (homonymie).
André Joseph Sodar, né à Dinant le 5 décembre 1829 et mort dans sa ville natale le 21 mars 1903, est un artiste peintre paysagiste de l'École belge.

## Biographie

### Enfance
de Xavier Sodar et Thérèse Evrard. Frère cadet du portraitiste et peintre d'histoire, François Sodar, époux de Marie Sodar de Vaulx, il commence ses humanités en octobre 1842, au collège Notre-Dame de Belle-Vue à Saint-Médard, un faubourg de Dinant, y montrant toujours - au dire du principal - un beau caractère, une bonne humeur, parfois assez de légèreté à l'étude, mais beaucoup de piété et de soumission. C'est là également qu'il met à profit les leçons éclairées de son professeur de dessin, Jean François Xavier Roffiaen (1820-1898), un paysagiste yprois de l'École belge qui venait d'être nommé directeur de l'École de dessin de Dinant.

### Une vocation artistique et sociale
En 1846, après la classe de troisième, attiré par une vocation d'art, qui se révèle par une grande facilité du dessin et un sens de la belle nature mosane, André Sodar se décide pour le pinceau. Il s'en va d'abord se perfectionner à Bruxelles, où il fait un dur apprentissage, en collaborant à la décoration du palais royal. Puis, il se rend à Bordeaux, faisant ce qu'on appelait alors le tour de France, sac au dos, pour tenter de conquérir sa place au soleil. Il y étudie beaucoup la peinture, mais s'intéresse autant aux hommes qu'aux chefs-d'œuvre. Et il revient à Dinant avec une première vocation sociale qui lui vaudra une grande considération.

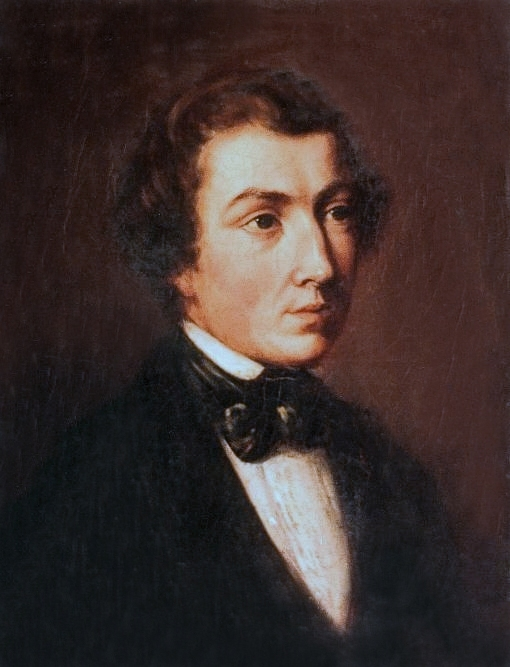
André Sodar, peint par son frère François (ca 1866)

Assoiffé de dévouement, il se consacre à l'œuvre de l'éducation des masses. Mais, visiter, soulager, consoler les pauvres ne suffisant pas à son zèle, il fonde, en mai 1866, et dirige, jusqu'à son mariage, la Société des Jeunes Ouvriers Dinantais, la première en date de toutes les mutualités ouvrières chrétiennes. Il participe à l'efflorescence de toutes les œuvres que le Congrès de Malines mettait à l'honneur, dès 1863, soit les cercles ouvriers, la Conférence de Saint-Vincent-de-Paul et plus tard la Société des Habitations Ouvrières. Il fait plus: il fonde à Dinant les premières écoles du soir, crée des bibliothèques, organise des cours de dessin et de musique, en vue d'améliorer la condition des jeunes au travail.
Ami du journaliste Eugène Moressée, rédacteur en chef de la Voix du Luxembourg, il épousera sa fille, Marie, à Arlon, le 9 septembre 1874, dont il aura six enfants: André, Irène, Jean, Marie-Thérèse, Marc, mort en bas âge, et Franz.

### Peintre et peintre-décorateur
Dans le domaine de l'art, l'activité d'André Sodar est tout aussi grande. Il débute comme peintre-décorateur. C'est ainsi qu'il orne de peinture à la détrempe les parois de vestibules, de halls, de salles à manger de plusieurs châteaux et maisons bourgeoises du Condroz et de l'Entre-Sambre-et-Meuse. Il décore notamment le grand escalier de l'habitation de M. Amand, à Bouvignes. 

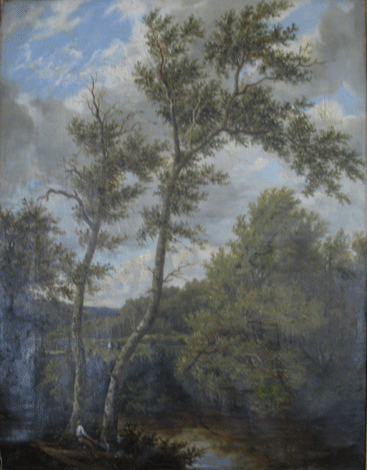
A. Sodar. Paysage animé

Plusieurs de ses tableaux, comme les Mineurs de Freyr et le Moulin abandonné sont reçus cinq fois aux expositions de peintures de Paris, en 1864. Le Moniteur des Arts cite avec éloges le Cimetière des Ardennes et le Milieu des bois, exposés à Paris, en 1865. Le Buisson, le Matin de Bohan et Une vallée à mi-côte y sont admis en 1867. En 1869, c'est le Sentier d'Ermeton. Une vue du Château de Beauraing est commandée par la duchesse d'Osuna, en 1872, et une Vue de Spontin, par le duc de Beaufort, à Bruxelles, en 1874. Un Effet de neige figure à l'exposition d'Amsterdam, en 1876, sans compter beaucoup d'aspects de Dinant, dont un tableau du quartier Saint-Médard qui se trouve dans une des salles du collège Notre-Dame de Belle-Vue.
À partir de l'été 1879, l'artiste peintre ajoute une autre corde à son arc, en devenant représentant de commerce en vins pour la Maison Charles Quinet, de Mons.
En mai 1893, André reçoit la décoration de 1re classe des Mutualistes, suivie un peu plus tard de la croix spéciale de la Prévoyance. André Sodar habitait près du passage à niveau de Saint-Médard dans la rue qui porte aujourd'hui son nom (depuis 1922). Elle relie la rue de la Gare à la route de Philippeville. Deux de ses fils, André et Jean, hériteront de ses talents artistiques et deviendront, eux aussi, de très bons dessinateurs et d'excellents décorateurs. 
André Sodar meurt en 1903 à l'âge de 73 ans.

## Postérité
Régine Lemon et Albert Lemeunier émettent ce jugement sur Sodar :
« Quelques peintres d'importance secondaire œuvrèrent encore à travers la Wallonie : Félix Facon à Tournai, Félix Dumortier à Péruwelz ; André Sodar à Dinant (…) mais il s'agit d'artistes au talent souvent limité, tributaire souvent de plusieurs influences sans pouvoir toujours pleinement les maîtriser. »
Quoi qu'il en soit, André Sodar, meurt à Dinant, à l'âge de 73 ans et le 21 mars 1903, ce sera la ville tout entière qui lui rendra un hommage bien mérité. Il est enterré en grande pompe au cimetière des Fonds-de-Foqueux, où sa tombe existe encore aujourd'hui sur les hauteurs, à gauche de l'allée centrale.